# Miconia polyandra
Miconia polyandra är en tvåhjärtbladig växtart som beskrevs av George Gardner. Miconia polyandra ingår i släktet Miconia och familjen Melastomataceae. Inga underarter finns listade i Catalogue of Life.